# Museum der Griechischen Luftstreitkräfte

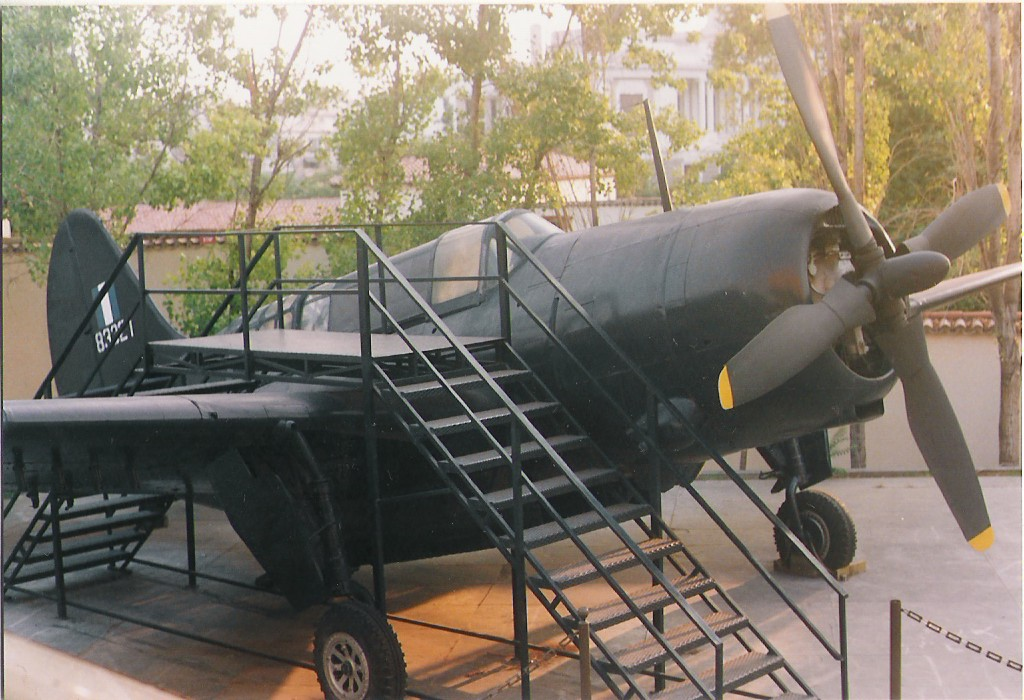
Die Curtiss SBC2C war vor der Restaurierung am Kriegsmuseum ausgestellt (1992)

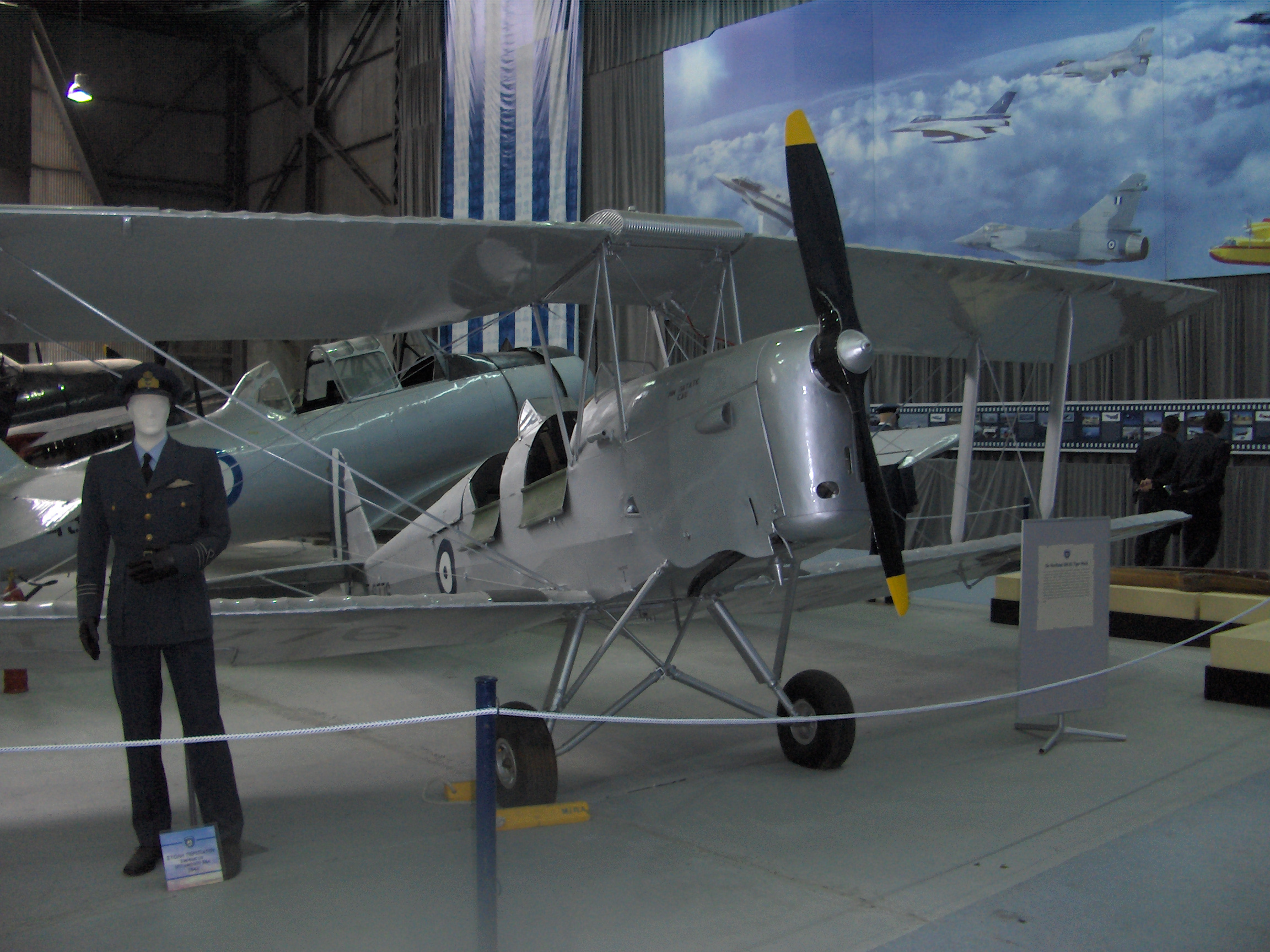
de Havilland Tiger Moth

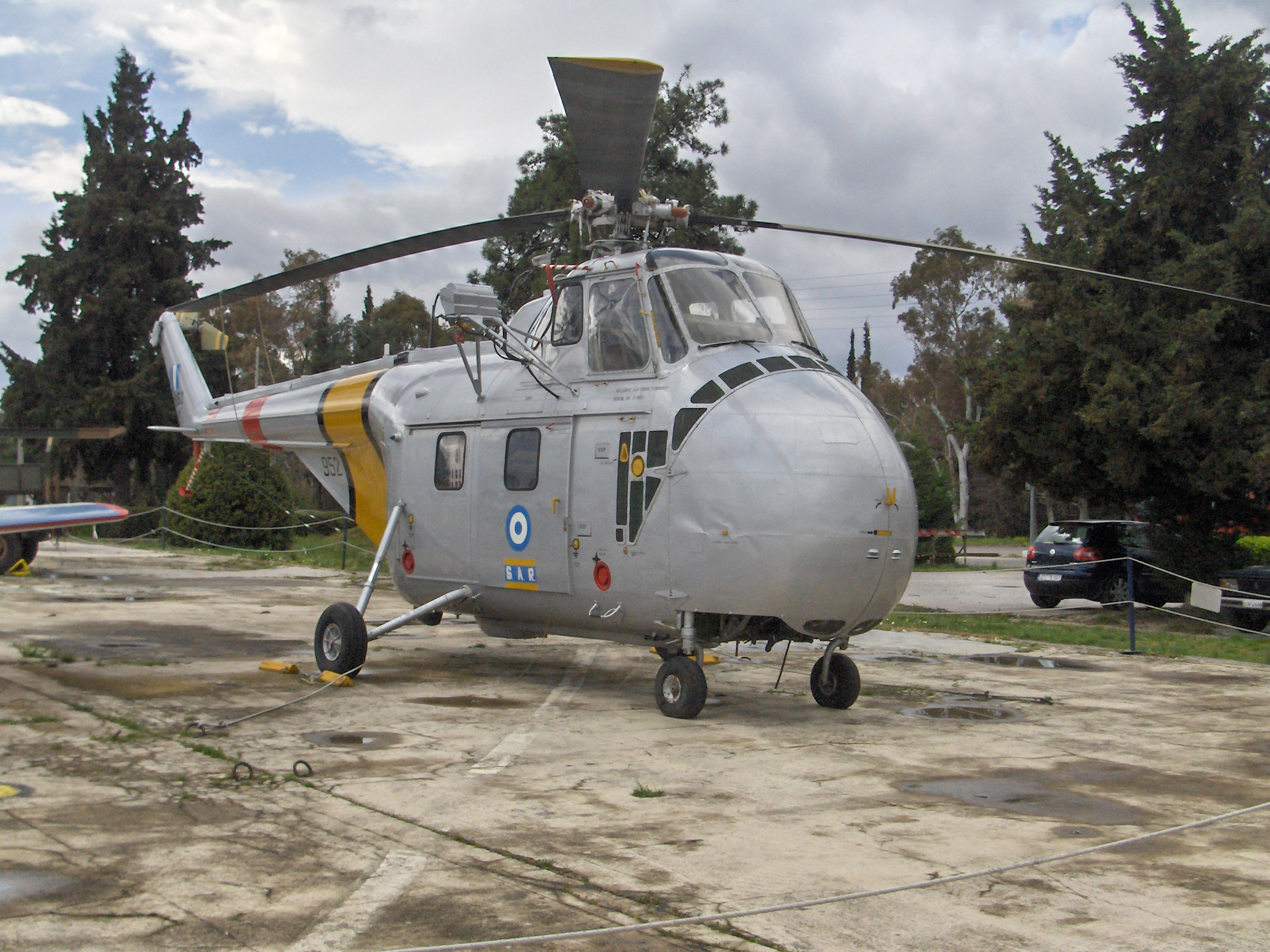
Sikorsky Η-19Β

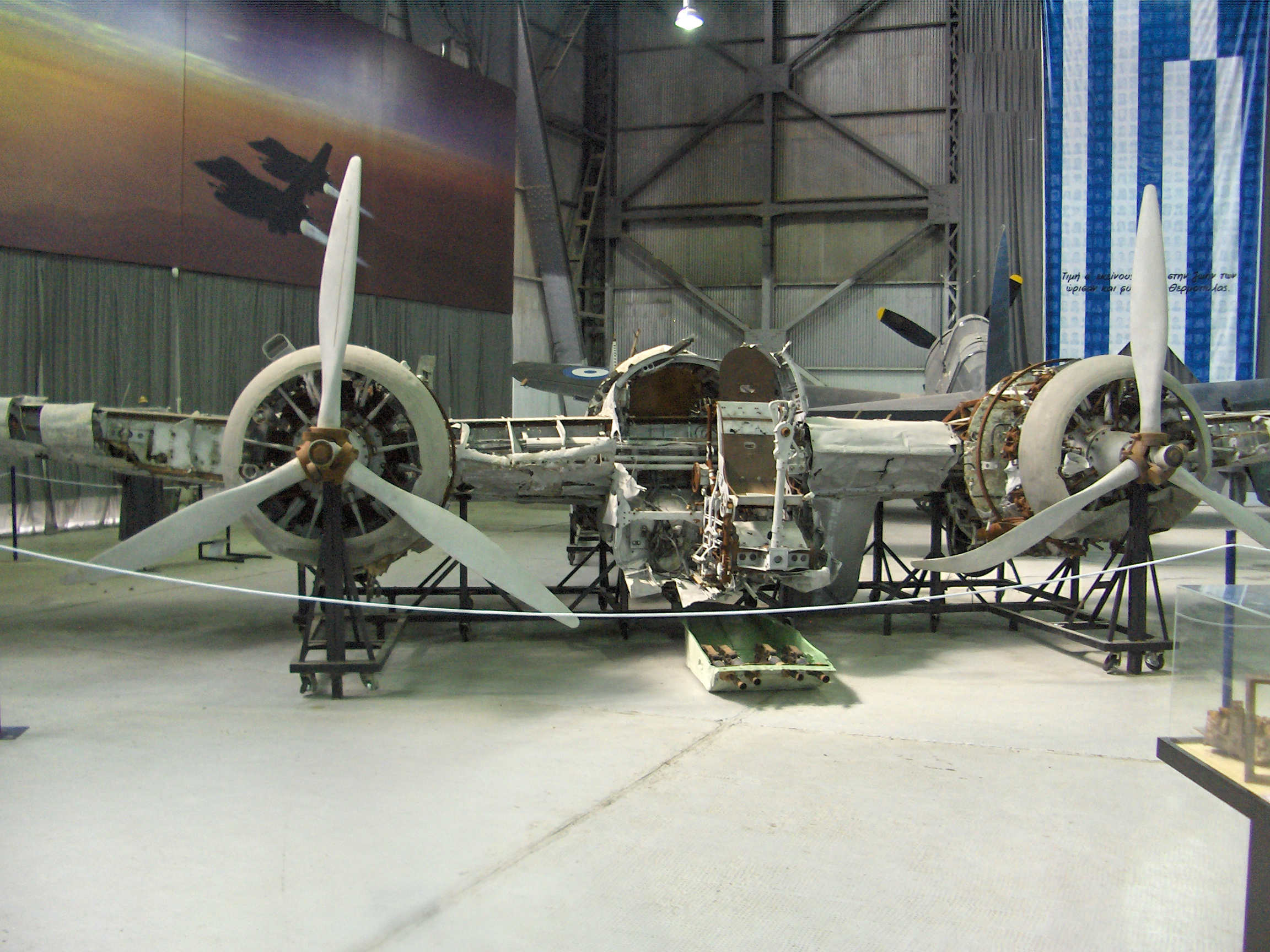
Das Wrack der Bristol Blenheim wird im Bergungszustand ausgestellt

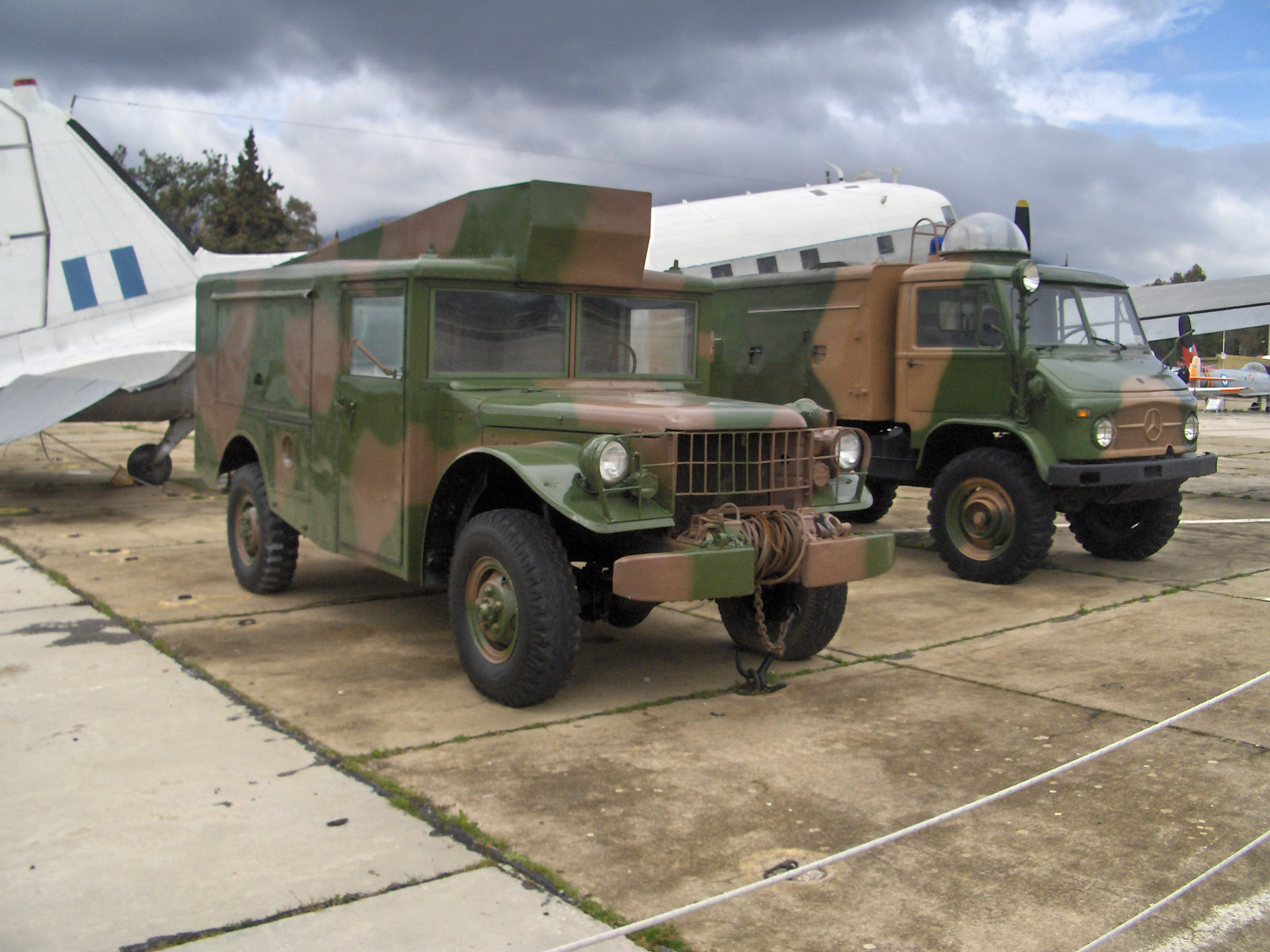
Auch Fahrzeuge gehören zur Sammlung des Museums

Das Museum der Griechischen Luftstreitkräfte (griechisch Μουσείο Πολεμικής Αεροπορίας Mouseio Polemikis Aeroporias, Hellenic Air Force Museum) ist ein Luftfahrtmuseum in Dekelia, etwa 15 Kilometer nördlich vom Stadtzentrum Athens.

## Geschichte
Das in den 1970er Jahren gebaute Kriegsmuseum in Athen sollte auch die Sammlung der Luftstreitkräfte aufnehmen, was jedoch aufgrund der zentralen Lage nur bedingt möglich war. Im Jahr 1986 entschlossen sich die Luftstreitkräfte zur Gründung eines eigenen Museums, 1992 wurde der Flugplatz Dekelia in Attika für diese Zwecke umfunktioniert. Dieser Flugplatz war der erste Flughafen Athens und lange Zeit Regierungsflughafen. Zuletzt wurde er noch von den Luftstreitkräften genutzt. Das Kriegsmuseum brachte die Curtiss SB2C als Exponat; Starfighter und andere Flugzeuge, die mehrfach vorhanden waren, blieben dort, ebenso das erste Flugzeug der griechischen Luftstreitkräfte. Weitere Maschinen wurden im Tausch mit anderen Luftfahrtmuseen erworben.

## Aufgaben
Neben der Sammlung, Pflege und Restaurierung historischer Flugzeuge kümmert sich das Museum um ausgemusterte Güter der Luftstreitkräfte, die teilweise in Auktionen veräußert werden.
Bergung vom Meeresgrund:
Eine Besonderheit des Museums ist die Bergung vom Meeresgrund. Diese dient zum einen dazu, Exponate zu beschaffen, die selten sind; andererseits tragen die Aktionen zur Berichterstattung für das Museum in den Medien bei. Für die versunkenen Maschinen wird eine Genehmigung des ursprünglichen Eigentümers eingeholt, im Fall der Junkers Maschinen wurde die Bergung sogar mit Experten des Flugzeugtyps aus Deutschland begleitet. Das erste geborgene Flugzeug war eine Bristol Blenheim im Sommer 1996, kurz darauf folgte eine Ju 52, die im Rahmen einer Taucherübung der Marine aus 41 Metern Tiefe vor Leros geborgen wurde. Am 23. März 2007 wurden eine Ju 87 (Stuka) und eine Ju 88 vor Larissa geborgen. Nach der Bergung wurden die Maschinen wegen des Druckunterschieds präpariert sowie von Gerichtsmedizinern auf DNA-Spuren der Besatzung untersucht. Nach Abschluss dieser Vorarbeiten wurden die Maschinen zerlegt. Alle drei Junkers-Flugzeuge sind in gutem Zustand und werden gegenwärtig restauriert; die stark beschädigte Bristol Blenheim wird als Wrack ausgestellt.

## Exponate (Flugzeuge)
- De Havilland DH.82 Tiger Moth
- Douglas C-47 B (Dakota)
- Supermarine Spitfire Mk IXc
- North American T-6 G (Harvard)
- Curtiss SB2C, als eines von insgesamt 6 weltweit noch existierenden Exemplaren.
- Lim-2Rbis (polnische Lizenzversion der MiG-15)
- Republic F-84F
- Canadair CL-13 Mk2 (F-86 E)
- Lockheed F-104G „TIGER“
- Gulfstream G-159
- Sikorsky Η-19Β
- Grumman HU-16B (Albatross)
- Northrop F-5 Freedom Fighter
- Convair TF-102Α
- Lockheed Τ-33Α